# Acceleració per maquinari

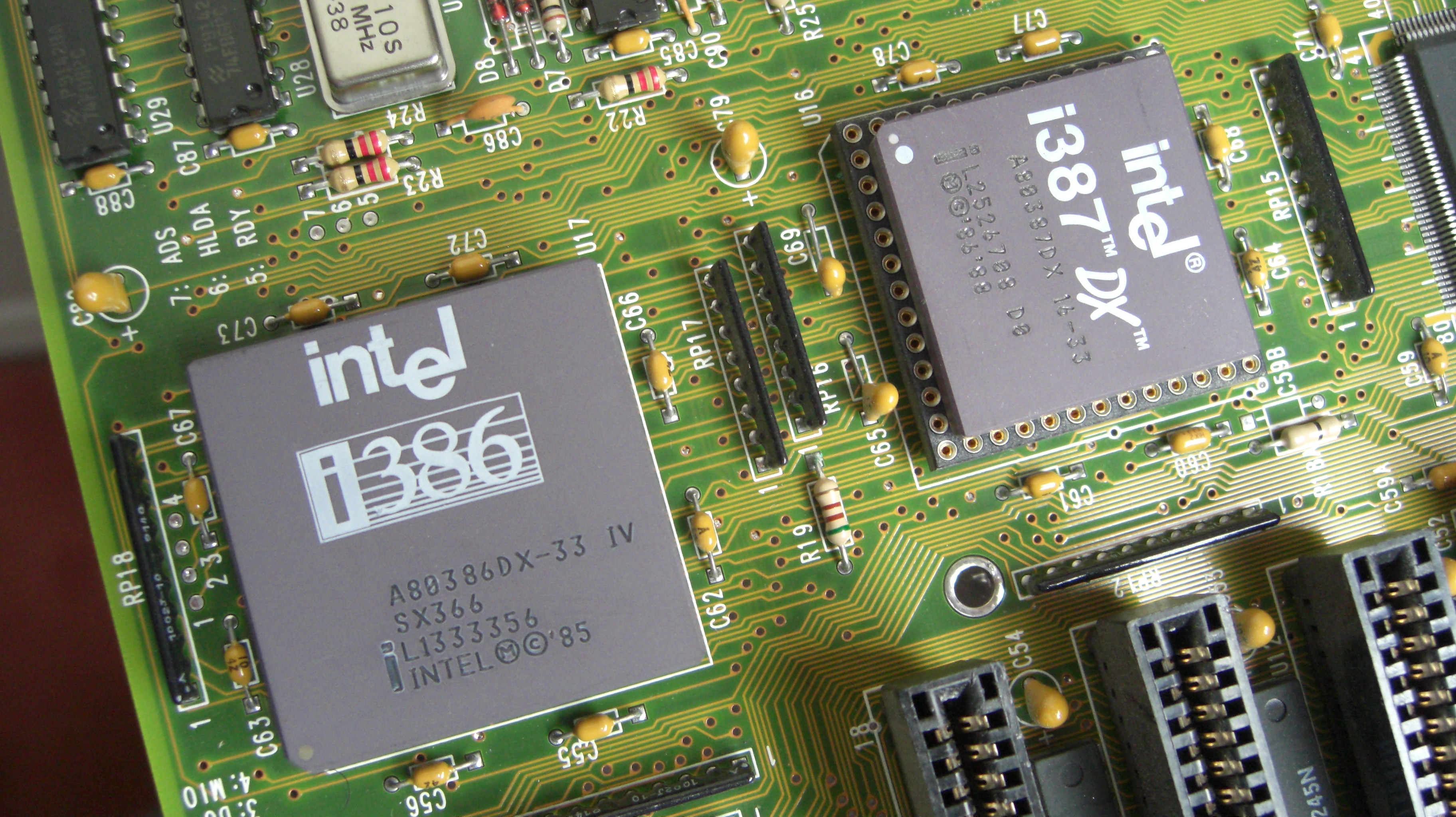
Fig.1 Exemple d'accelerador numèric (intel 387)

L'acceleració per maquinari, en el camp informàtic, és la utilització de maquinari especialment dissenyat per a implementar determinades funcions de manera més eficient que executant programari en una CPU (Unitat central de processament) de propòsit general. L'objectiu d'aquesta acceleració és la reducció del temps de latència i l'augmentla de velocitat de processament de dades.

## Aplicacions

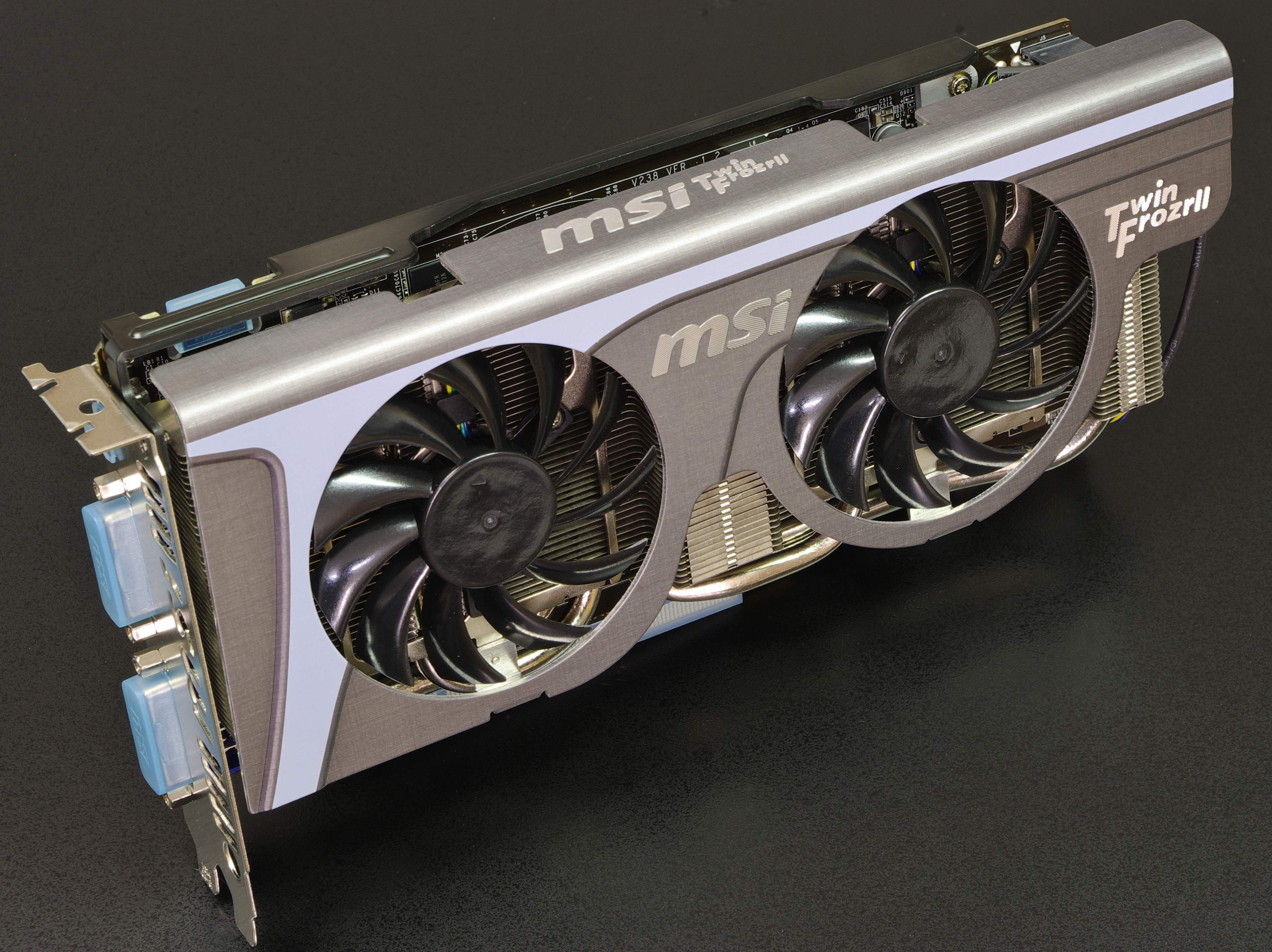
Fig.2 Exemple d'accelerador gràfic en targeta PCI geforce560

| Applicació                                                         | Accelerador                                                       | Acrònim     |
| ------------------------------------------------------------------ | ----------------------------------------------------------------- | ----------- |
| Pantalles de vusualització : ordinadors, TV...                     | GPU (Graphic processor Unit)                                      | GPU         |
| Càlcul numèric i processat de dades digitals                       | DSP (Digital signal processor)                                    | DSP         |
| Processat de senyals analògics                                     | Field-programmable analog array                                   | FPAA        |
| Processat de senyals d'àudio                                       | Natural-language understanding                                    | NLU         |
| Processat de dades en xarxa                                        | Processador de xarxa                                              | NPU i NIC   |
| Criptografia                                                       | Processador criptogràfic                                          | -           |
| Intel·ligència artificial - Visió per ordinador - Xarxes neuronals | AI accelerator - Vision processing unit - Physical neural network | - VPU - PNN |
| Àlgebra Multilineal                                                | Tensor processing unit                                            | TPU         |
| Simulació de variables físiques                                    | Physics processing unit                                           | PPU         |
| Compressió de dades                                                | Accelerador o compressor de dades                                 | -           |
| In-memory processing                                               | Network on a chip and Systolic array                              | NoC         |

## Visió general
L'acceleració per maquinari es fa servir des de fa molt en aplicacions amb una gran càrrega de gràfics, com per exemple, programes CAD, de disseny 3D o en videojocs. El que passa és que ara altres programes que al principi no treballen tant amb gràfics, com els navegadors o reproductors de vídeo, també s'estan aprofitant d'aquesta característica.

### Acceleració per maquinari i programari
La diferència que hi ha entre cadascuna d'elles és que, quan parlem d'una acceleració per programari, cada una de les dades que gestiona el processador són realitzats un a un de manera seqüencial, o millor dit un darrere de l'altre.
D'això que quan es parla d'una acceleració gràfica per maquinari, aquests processos venen a ser més ràpids i eficients a causa que l'anàlisi d'informació es realitza per blocs o sèrie de dades, obtenint-se d'aquesta manera una velocitat significativament més ràpida que el procés anterior.

### Ús d'acceleració per maquinari
L'acceleració del maquinari es pot utilitzar en molts àmbits, alguns casos d'ús populars són: 
Les targetes de so es poden utilitzar per acceleració de maquinari per permetre la reproducció i la gravació de so de major qualitat.
Les targetes gràfiques poden ser utilitzades per acceleració de maquinari per permetre una reproducció més ràpida i de major qualitat de pel·lícules, vídeos i jocs. També són millors en física i càlculs matemàtics ràpids que una CPU.
Tot i així, es aplicable a totes les tasques que es desconnectin d'alguna cosa que no sigui la CPU.

### Avantatges
La CPU és una unitat de processament general, està preparada per a operacions matemàtiques i lògiques perquè amb ella puguem realitzar gairebé qualsevol tasca a una velocitat més que suficient. El problema ve quan ens fiquem en programes amb una càrrega gràfica molt gran, com poden ser videojocs o programes de disseny 3D. Aquests programes estan contínuament processant formes i textures, i fer-ho per mitjà de la CPU no sol ser molt bona idea, ja que no està específicament dissenyada per a aquestes tasques. Per això hi ha la GPU, que aporta diversos avantatges.
La primera i més evident: que tenim un processador més. A més, aquest processador està específicament dissenyat per treballar amb gràfics, amb funcions específiques i una arquitectura molt basada en el processament en paral·lel. En poques paraules, amb l'acceleració per GPU el que fem és treure treball a la CPU i donar-lo a la GPU, que ho farà més ràpid i millor.